# Болгарское управление в Македонии, Поморавии и Западной Фракии

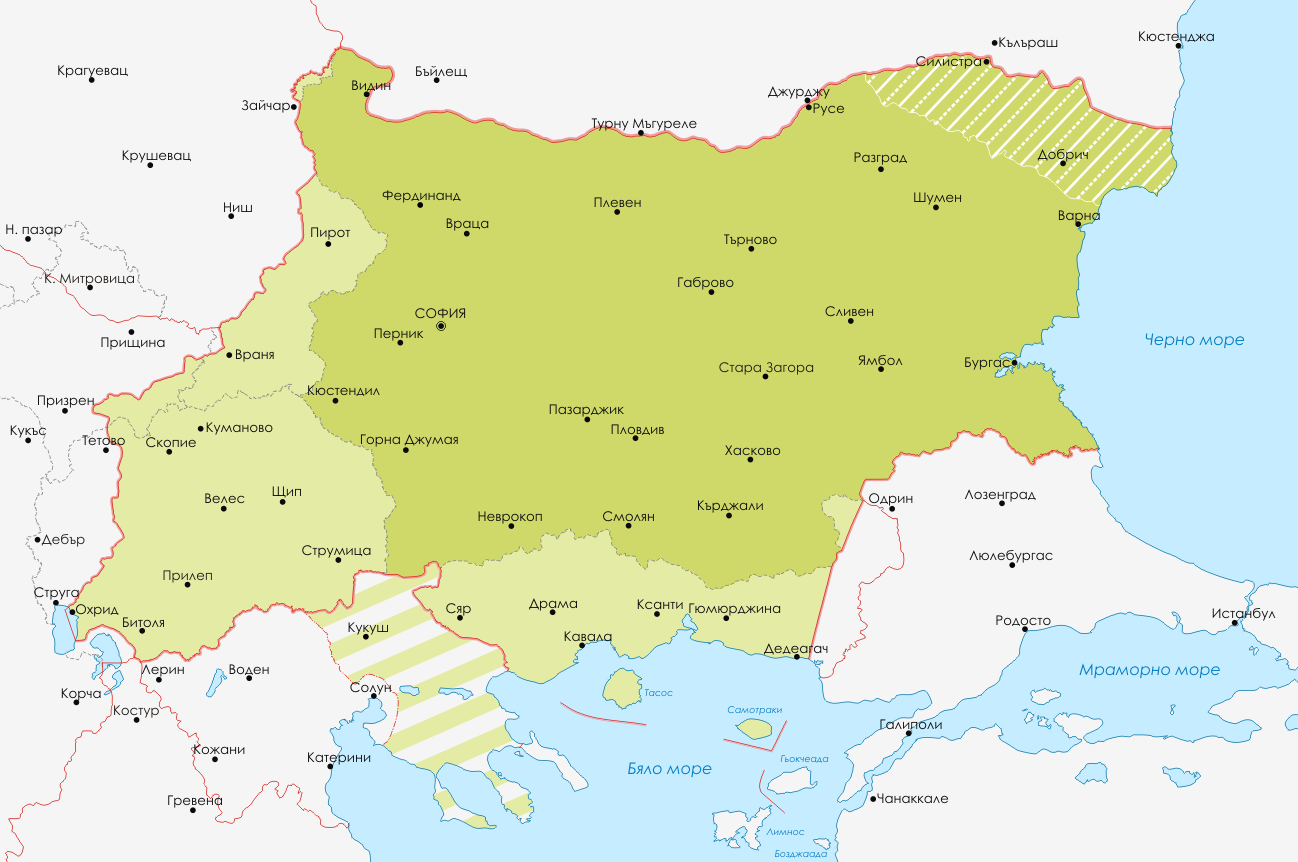
Территория Болгарии после Первой мировой (тёмно-зелёный) и находившиеся под болгарским контролем в годы Второй мировой войны (выделены светло-зелёным)

Болгарское управление в Вардарской и Эгейской Македонии, Поморавии и Западной Фракии (болг. Българско управление в Македония, Поморавието и Западна Тракия) — управление присоединёнными к Третьему Болгарскому царству территориями в годы Второй мировой войны.

## 1941

### Присоединение Вардарской Македонии

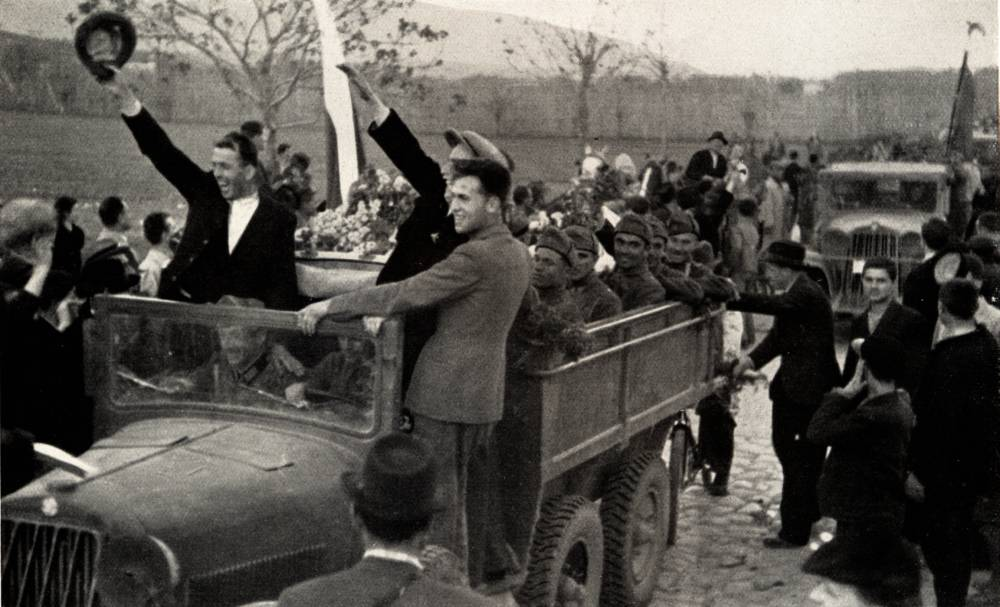
Жители Вардарской Македонии встречают болгарские войска. Апрель 1941 года

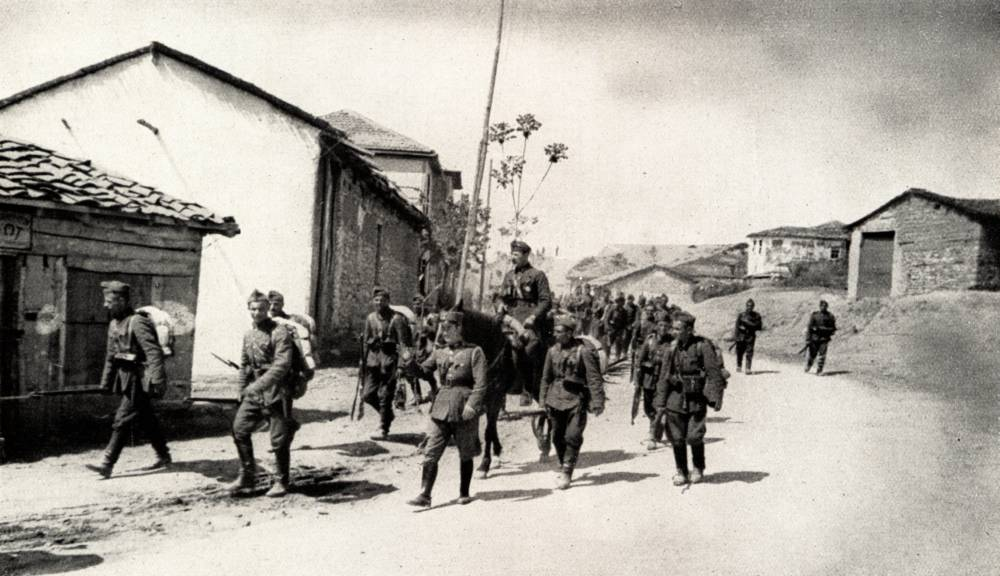
Болгарские солдаты в Греции. Апрель 1941 года

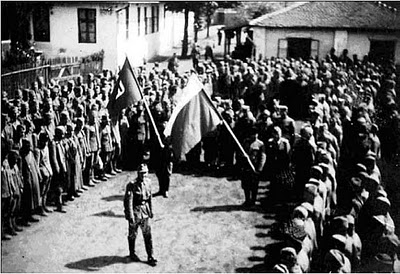
Македонские военнопленные перед освобождением из германского плена, Тимишоара, май 1941 года. При помощи Болгарии были освобождены 12000 македонских военнослужащих Югославии

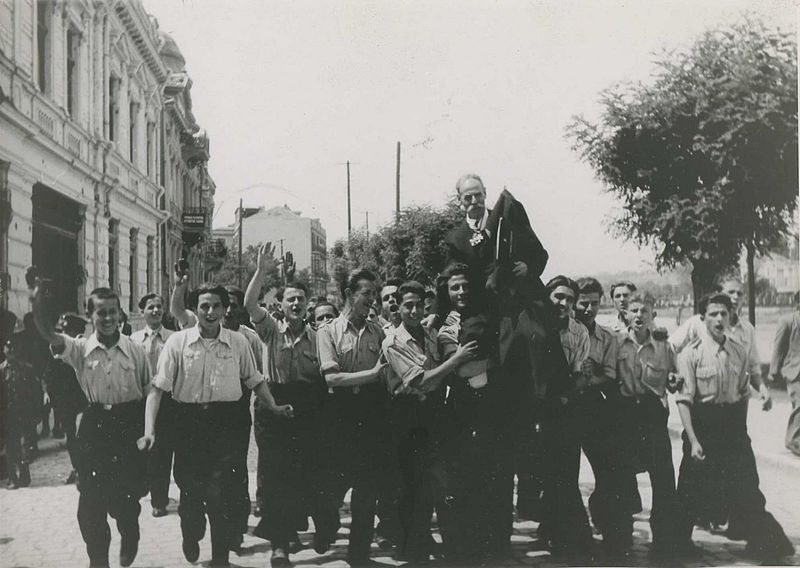
Македонские гимназисты встречают Коце Ципушева, вернувшегося в Македонию

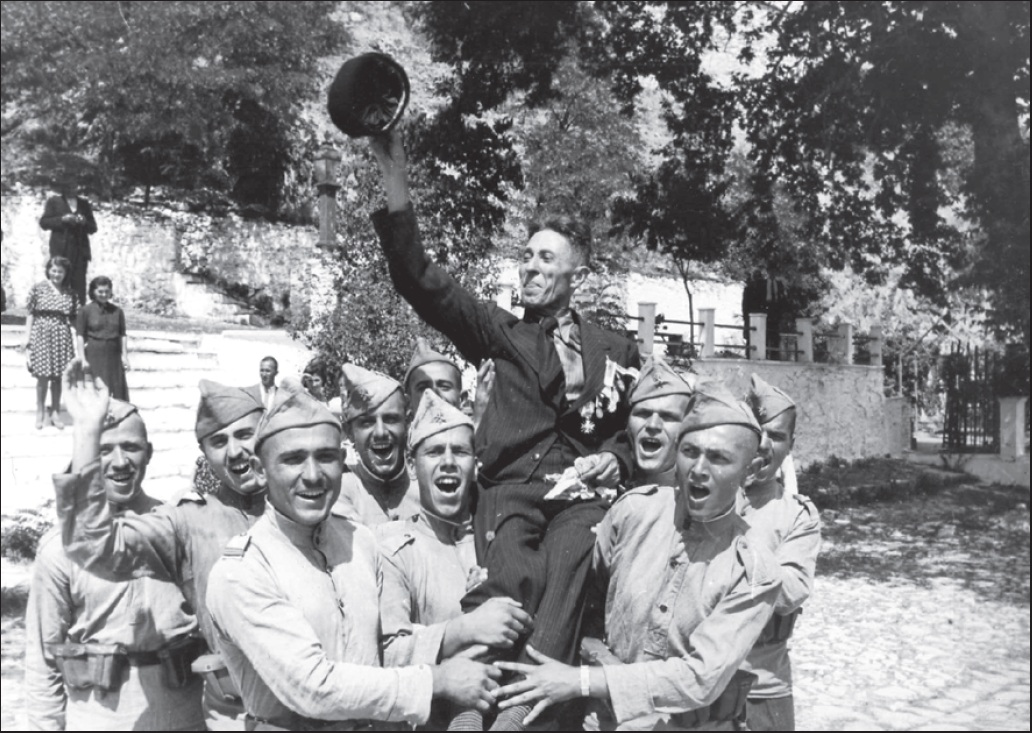
Петер Лесев и солдаты, 1942 год

6 — 17 апреля 1941 года нацистская Германия и фашистская Италия оккупировали Королевство Югославия. 8 апреля в Скопье активисты ВМРО рассмотрели вопрос о создании македонского государства под немецким протекторатом. 9 апреля из Софии в Скопье прибывают Стефан Стефанов и Василий Хаджикимов, которые основывают 13 апреля Болгарский комитет действия. В комитет вошло 32 человека. Председателем стал Стефан Стефанов, вице-председателем Спиро Китинчев, также избранный мэром Скопье. Спиро Китинчев высылает сербского епископа из города, в эфире радио «Скопье» начинает использоваться болгарский язык. К началу июля такие комитеты создаются практически во всех городах Вардарской Македонии. Их основной целью являлось содействие беспрепятственному управлению администрации из Болгарии. 19 апреля 5-я болгарская армия вошла на территорию Югославии. 14 июля в Софии открыли педагогические курсы для будущих учителей в Вардарской Македонии и Западных окраин. Регион находился под оккупацией 5-й армии, в состав которой входили 15-я и 17-я стрелковые дивизии, а также другие подразделения. Командующим был генерал-майор Никола Михов. До 1943 года численность войск была 22 000 солдат и офицеров, а затем достигла 32000 человек. Войска в основном состояли из македонских болгар. С 1 октября 1941 года в Скопье был создан военно-полевой суд. В Битоле, Прилепе, Струмице и Велесе были созданы окружные суды. В других городах существовали районные суды.

### Присоединение Поморавии
Болгарские войска вторглись в Югославию 19 апреля. К Болгарии были присоединены Западные окраины и часть Поморавья на границе с Сербией, которая должна была отойти по Сан-Стефанскому мирному договору к Болгарии. Также немцы потребовали разместить контингент болгарских войск в оккупированной Сербии. 7 января 1942 года болгарские войска вошли в Шумадию. В зону болгарской оккупации вошла территория к северу от Голака, к востоку от реки Ибар, города Кралево и Крагуевац, к югу от города Лапово, к западу от болгарской границы. В июле 1943 года оккупационная зона была расширена до предместий Белграда.

### Присоединение Эгейской Македонии и Западной Фракии
6 апреля 1941 года нацистская Германия начала военную операцию в Греции. 30 апреля Греция была оккупирована. 13 апреля Адольф Гитлер издал Директиву № 27, в которой распределялись зоны контроля над территориями Греции. 20 апреля 2-я болгарская армия вошла в Западную Фракию и Эгейскую Македонию, то есть на территорию между реками Струма и Марица. Западнее Струмы вермахт занял Салоники, на территории между Марицей и границей с Турцией устанавливалась демилитаризованная зона. Немецкие войска также вошли в город Флорина вопреки протестам Болгарии и Италии. После выхода Италии из войны 7-я пехотная дивизия заняла район города Салоники (без занятия самого города), чтобы организовать оборону побережья Эгейского моря. 5 июля 1943 года была занята территория центральной части Эгейской Македонии, а также полуостров Халкидики.

### Договоры и соглашения
21 — 22 апреля 1941 года в Вене прошло совещание Галеаццо Чиано и Иоахима фон Риббентропа. В ходе совещания была определена демаркационная линия между Болгарией и Албанией. В состав Албании вошли Тетово, Гостивар, Струга, Дебар и Кичево, а в состав Болгарии Охрид и Ресен. 10 июля между Италией и Болгарией произошёл конфликт из-за Люботена. После вмешательства Германии Люботен остался под контролем Болгарии. 12 августа 1941 года Болгария получила Пещани. В ответ Италия потребовала отнять Салоники у Болгарии.
24 апреля 1941 года Болгария и Германия заключают секретное соглашение Клодиус-Попов. Соглашение давало неограниченное право Германии на пользование природными ресурсами в захваченных землях. Также Болгария обязуется оплатить стоимость немецких военных объектов, взять на себя финансовые обязательства Югославии перед Германией. По договорённости Болгария ввела ряд властных ограничений при управлении захваченными территориями.
Общая территория Болгарии увеличилась на 39 756 км², а население на 1875904 человек, в том числе за счёт Македонии на 23807 км² и 1061338 человек.

### Административное управление

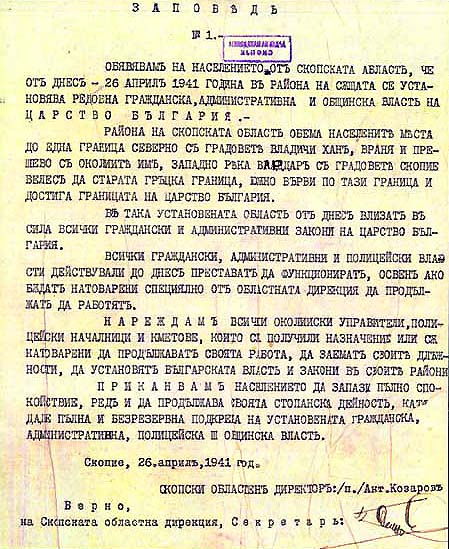
Приказ о Скопском областном управлении Антона Козарова, которое было образовано болгарским правительством

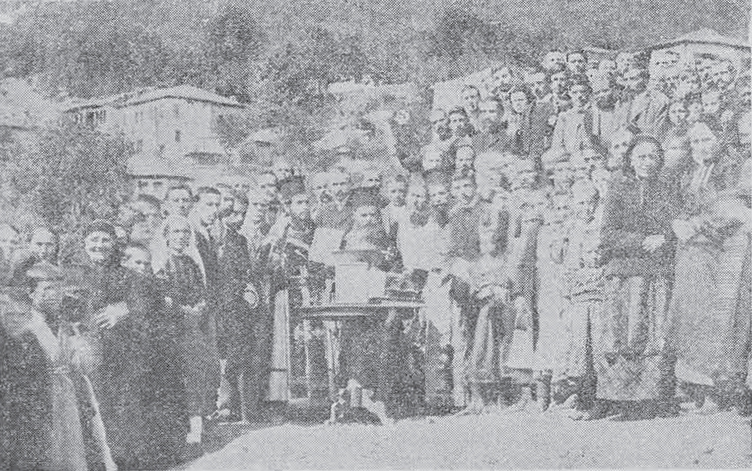
Открытие болгарской школы Св. Кирилла и Мефодия в Крушево, 1941 год

Болгария ввела своё законодательство, утверждены три административных центра — Битола, Скопье и Ксанти. Восстановлена епархия Болгарского Экзархата и болгарские школы. Правительство принимает меры, чтобы поддержать возвращение беженцев из Македонии и Фракии в их родные города. Вардарская Македония вошла в состав Скопской области, которая делилась на 15 округов: Скопье, Берово, Буяновац, Велес, Вранье, Качаник, Кочани, Крива-Паланка, Куманово, Кратово, Радовиш, Струмица, Санкт-Никола, Сурдулица и Штипе. С августа 1941 года присоединены ещё 3 округа — Гевгели, Кавадарци и Неготин. Население области имело следующий этнический состав:
Болгары — 443 933, сербы — 152 521, албанцы — 106 521, евреи — 3791, другие — 25206.
В области существовал 141 муниципалитет с 1458 населенными пунктами.
В составе Битолской области были следующие округа: Битола, Вронтос, Охрид, Прилеп, Ресен и Крушево. По состоянию на 8 марта 1942 года население имело следующий этнический состав:
Болгары — 80 %, турки, цыгане, греки, арумыны, албанцы и сербы — 20 %.
В обоих регионах была создана полицейская администрация. Три городские управления функционировали в Битоле, Скопье и Прилепе, а также было создано 21 районное отделение. В административных центрах Битола и Скопье дополнительно создано полицейское комендантство. Общее количество сотрудников полиции было 4797. Районные и окружные правительства переданы в подчинение Отделу государственной безопасности.

### Коммунистическое и социалистическое подполье
Член ЦК КПЮ Методий Шаторов признал оккупацию Македонии. По инициативе Шатарова Компартия Македонии вошла в состав отделения Болгарской рабочей партии в Македонии. Это вызвало протесты Тито. 22 июня 1941 Германия напала на СССР, что радикально поменяло ситуацию. После этого Тито ещё сильнее надавил на Шатарова и отправил несколько писем Коминтерну, Иосифу Сталину и Георги Димитрову, однако Лазар Колишевский вступился за Методия и обратился за помощью к Болгарской рабочей партии. В августе 1941 года Шаторов вместе с Перо Ивановски и Коче Стояновски выступили против Драгана Латаса и Лазара Колишевски, которые пытались передать письмо Тито с призывом начать оказывать сопротивление болгарским силам.
17 августа 1941 года на конференции Региональных комитетов КПЮ Пётр Богданов как представитель ЦК БРП официально заявил о желании Компартии Македонии присоединиться к Болгарской рабочей партии и выступил в защиту Методия Шаторова. В итоге Коминтерн принял решение, согласно которому Компартии Македонии было отказано в просьбе покинуть Компартию Югославии. Шаторов лишился своих постов.
В Вардарской Македонии действовала Народно-освободительная армия Македонии.
После оккупации Греции были созданы Народно-освободительный фронт и Народно-освободительная армия Греции. 16 октября 1941 года премьер-министр марионеточного правительства Греции Георгиос Цолакоглу направил меморандум руководству Третьего рейха против растущей «болгарской пропаганды» в Эгейской Македонии. В конце сентября 1941 года произошло Драмское восстание, которое было быстро подавлено болгарскими войсками.

## 1942—1943

### Организации болгарских коллаборационистов в Греческой Македонии
Уже в 1941 году болгарский офицер Антон Калчев взял на себя инициативу формирования болгарских военизированных отрядов на территориях Эгейской Македонии где имелось болгароязычное население. В городе Флорина была создана военизированная организация «Охрана», в Салониках Болгарский клуб офицеров, которые якобы ставили целью защитить местное население от прокоммунистической Народно-освободительной армии Греции и сотрудничали с немецкими оккупационными властями. В начале 1943 года в Касторие Антон Калчев создал «Болгарский комитет Свобода или смерть» при помощи старших итальянских офицеров. В Касторие, Эдессе и других городах были созданы отряды вооружённые и снабжаемые итальянцами. После капитуляции Италии немецкие войска заняли Касторию и Флорину и продолжили помощь болгарскому комитету.
В 1943 году болгарские войска получили приказ немецкого командования взять район Салоники, но без занятия самого города Салоники.

### Депортация евреев
После давления немецкого руководства на Болгарию, в конце 1942 года было принято решение о выдаче болгарских евреев в Германию. 12 февраля 1943 года в Германию было депортировано 20000 евреев. В основном это были евреи из присоединённых территорий. Это мотивировалось тем, что они не являлись гражданами Болгарии. В марте было депортировано ещё 11480 евреев из Фракии, Македонии и Пирот. Это было прямым приказом Гиммлера. Оказывал давление и немецкий посол Адольф Бекерле. Избежали депортации несколько десятков евреев итальянского происхождения, врачи. В результате еврейская община на присоединённых территориях была полностью уничтожена. 48000 евреев удалось избежать депортации из «старой» Болгарии. Граждане, политики православная церковь выразили жёсткий протест, и правительство было вынуждено подчиниться.

## События осени 1944 года
26 августа 1944 года Иван Багрянов объявил о нейтралитете в войне между Германией и СССР. Немецкие войска должны были быть разоружены и выведены с территории Болгарии. Разрывались дипломатические отношения с Германией, подписывается соглашение о прекращении огня с США и Великобританией. 4 сентября немцы захватили штабы трёх болгарских дивизий и штаб болгарского корпуса в Нишка-Баня. 5 сентября СССР объявляет войну Болгарии. 6 сентября Болгария объявила войну Германии. 8 сентября активистами ВМРО провозглашена Независимая республика Македония, но этот проект так и не был осуществлён. 9 сентября ко власти пришёл Отечественный фронт, из Македонии и Греции выводились болгарские войска.

### Второй приток болгарской армии в Македонии и Поморавье
28 октября 1944 года заключено перемирие между союзниками и Болгарией.
18 сентября 1944 года болгарская армия переходит в оперативное подчинение командующего III-го Украинского фронта маршала Федора Толбухина. Мобилизация болгарской армии, переименованной в Болгарскую народную армию, начинается 18 сентября и заканчивается в конце этого месяца. Болгарской армии в составе сил советского III-го Украинского фронта поставлена задача обеспечить левый фланг Красной Армии, чтобы подавить вражеские силы в Сербии и Вардаре (Македония) и прервать путь отступления Группа "E" германскими войсками Греция в долинах рек Моравы, Вардара и Ибара. Военная группа составила 10 дивизий, восемь бригад и другие военные силы. С 8 по 14 октября 1944 года болгарские войска проводят наступательную операцию Ниши - была побеждена элитой дивизии СС VII и контролируемая Ниши. С 8 октября по 19 ноября провела Страцьнско кумановская - Подборы являются Страцин, Куманово Скопье. В то же время, вода и Брегальнишко струмишкая наступательная операция, в результате чего часть вермахта выталкивается из сел Царева, Початки, Щип, Струмица, Велес и из других мест. На 21 октября в 30 ноября провела Косовская операция, где находятся под контролем города Подуево, Приштины, Косовской Митровице, Рашка (город) и Нови Пазар(Сербия). Везде югославские партизаны есть пользователь может обратиться к болгарке, чтобы оккупационные части, которые они показывают выполнять. 28 октября 1944 года заключено перемирие между союзниками и Болгарией. Таким образом, под политическим давлением югославских партизан после освобождения Вардара (Македония) и Поморавье Вторая и Четвертая армии были вынуждены отступить назад к старым границам Болгарии, только Первая болгарская армия осталась на фронте продолжающихся военных действий против немцев 1944-1945 вместе с советской армией территории Югославии, Венгрии и Австрии в оперативном подчинении Третьего Украинского фронта.